# Independence Stadium (Windhoek)
Ne doit pas être confondu avec Independence Stadium (Shreveport) ou Independence Stadium (Bakau).
L'Independence Stadium est un stade omnisports namibien (servant principalement pour le football) situé à Windhoek, la capitale du pays.
Le stade, doté d'une capacité de 25 000 places, sert de domicile pour l'équipe de Namibie de football.

## Histoire
D'importants travaux de rénovation sont effectués au stade de la mi-décembre 2009 à mars 2010.
En 2021, le stade est décrit comme délabré par la Confédération africaine de football (CAF) qui finit par déclasser le stade car ne répondant pas aux normes (aucun autre stade namibien ne répondant aux exigences de la CAF). En conséquence, les matchs internationaux de l'équipe de Namibie de football devront être joués à l'étranger.
Le stade sert également pour des concerts ou des messes.

## Événements
- 2014 : Championnat d'Afrique féminin de football (6 matchs)